# Пам'ятник Тарасові Шевченку (Первомайськ, Миколаївська область)
Пам'ятник Тарасові Григоровичу Шевченку в Первомайську — пам'ятник українському поетові, письменнику і художнику Т. Г. Шевченку в місті Первомайську Миколаївської області.

## Історія створення
Перший пам'ятник Т. Г. Шевченку в Первомайську був встановлений 9 березня 1921 року. На фарбованому дощатому постаменті червоного кольору стояло гіпсове погруддя роботи В. Й. Демчинського. У середині 1930-х років пам'ятник прийшов у непридатність і був демонтований.
До 175-річчя народження Т. Г. Шевченка було вирішено встановити пам'ятник ювілярові. Кошти на спорудження виділено за рахунок централізованих фондів 40 підприємств і установ міста, які входили до складу міжгалузевого територіального об'єднання виконкому міської ради.
Погруддя виконане в майстернях Худфонду за проектом скульптора П. П. Остапенка. Архітектурну прив'язку здійснили головний архітектор міста А. І. Шелюгін та інженер-архітектор О. І. Доля.
Для виготовлення елементів пам'ятника було використано місцевий граніт, видобутий у Софіївському гранітному кар'єрі.
Відкриття пам'ятника відбулося 9 березня 1989 року.

## Опис
На двоступінчатому стилобаті встановлено прямокутний пілон з тесаного граніту заввишки у 2,20 метри. На пілоні встановлено бронзове погруддя.
У передній частині пілону вигравіюваний автограф Т. Г. Шевченка.